# Aranyvörös pipra
Az aranyvörös pipra (Manacus vitellinus) a madarak osztályának verébalakúak (Passeriformes) rendjébe és a piprafélék (Pipridae) családjába tartozó faj.

## Rendszerezése
A fajt John Gould angol ornitológus írta le 1843-ban, a Pipra nembe Pipra vitellina néven. Egyes rendszerbesorolások sorolták Manacus manacus vitellinus néven is.

## Előfordulása
Panama és Kolumbia területén honos. Természetes élőhelyei a szubtrópusi és trópusi síkvidéki esőerdők és irtáserdők. Állandó, nem vonuló faj.

## Megjelenése
Átlagos resthossza 11 centiméter, a hím testtömege 19,3 gramm, a tojóé 17,1 gramm.  A hím feje teteje fekete, nyaka és hasi tollazata aranysárga. A tojó barnás.

## Életmódja
Kisebb gyümölcsökkel és rovarokkal táplálkozik.

## Szaporodása
Ágvillába készíti csésze alakú fészkét.

## Természetvédelmi helyzete
Az elterjedési területe nagy, egyedszáma pedig stabil. A Természetvédelmi Világszövetség Vörös listáján nem fenyegetett fajként szerepel.